# Diane Drufenbrock
La Hermana Diane Joyce Drufenbrock, (7 de octubre de 1929 – 4 de noviembre de 2013), también conocida como Hermana Madeleine Sophie, fue una monja franciscana estadounidense perteneciente a la congregación católica "School Sisters of St. Francis." Fue una cristiana socialista, candidata a la vicepresidencia para los EE. UU. del Partido Socialista de los Estados Unidos durante las elecciones presidenciales 1980.
Drufenbrock nació en Evansville, Indiana. En 1948, después de graduarse en Instituto Reitz Memorial, se mudó a Milwaukee para introducirse a las Hermanas Franciscanas. Licenciada en matemática en Alverno College
en 1953 y en la Universidad Marquette,  enseñó matemáticaa en Alverno College, en la Universidad de Wisconsin–Parkside, y en otro lugar alrededor de Milwaukee, Wisconsin, incluyendo en el entonces nuevo Instituto St. Joseph (Kenosha) cuándo se abrió en septiembre de 1957.
Drufenbrock obtuvo un doctorado en matemáticas en la Universidad de Illinois en Urbana en 1963. Después de enseñar durante 13 años en la Universidad de Alverno,  enseñó en Saint Mary-of-the-Woods, en su tierra natal Indiana por 18 años.
Su interés en asuntos sociales le llevó a unirse al Partido Socialista de los Estados Unidos en 1976. Corrió como candidata vicepresidencial en las elecciones presidenciales de 1980 de Estados Unidos, y sirvió como el tesorera de aquel partido. Aquella campaña resultó el reconocimiento del Partido por la Comisión Federal Electoral como partido político nacional.